# Cây gậy của Asclepius

Ngôi sao của cuộc sống có cây gậy của Asclepius

Cây gậy của Asclepius (tiếng Anh: Rod of Asclepius) là biểu tượng của Y học. Trong thần thoại Hy Lạp, biểu hiệu y khoa có hình một con rắn cuốn quanh cây gậy liên quan đến thần Hy Lạp tên Asclepios (Asclepius hay Aesculapius), vị thần của y khoa.